# Calochortus kennedyi
Espèce
Calochortus kennedyi est une espèce végétale de la famille des Liliaceae, originaire du sud-ouest des États-Unis et du nord-ouest du Mexique.

## Description morphologique

### Appareil végétatif
Cette plante de 10 à 50 cm de hauteur présente des feuilles peu nombreuses, étroites et longues de 10 à 20 cm.

### Appareil reproducteur
La floraison a lieu entre mars et juin.
Une à six fleurs apparaissent à l'extrémité d'une tige florale généralement assez courte. De couleur vive, rouge vermillon, orange ou jaune, chaque fleur mesure de 2,5 à 4 cm de diamètre. Trois sépales lancéolés entourent trois grands pétales en forme d'éventail. Chaque pétale porte à sa base une tache brun-rouge ainsi qu'une glande arrondie encerclée d'une membrane frangée. Quelques poils à l'extrémité aplatie, bien visibles, se dressent à proximité de cette glande.

## Répartition et habitat
Cette plante vit dans les zones désertiques du sud-ouest des États-Unis et du nord-ouest du Mexique. La limite nord de son aire de répartition va du sud de la Californie au centre de l'Arizona.
Elle pousse dans les sols lourds des zones dégagées ou broussailleuses désertiques, souvent au sein des associations végétales à Larrea tridentata (en plaine) ou Pinus-Juniperus (à altitude plus élevée).
Les individus à fleurs rouges sont plus communs en Californie, alors que ceux à fleurs orange sont plus communs vers l'est. On trouve des individus à fleurs jaunes sur toute l'aire de répartition, mais ils sont plus communs en altitude.